# Paragordius diversolobatus
Paragordius diversolobatus är en tagelmaskart som beskrevs av Heinze 1935. Paragordius diversolobatus ingår i släktet Paragordius och familjen Chordodidae. Inga underarter finns listade i Catalogue of Life.